# Spadina—Fort York (circonscription provinciale)
Circonscription électorale provinciale du Canada
Spadina—Fort York est une circonscription provinciale de l'Ontario représentée à l'Assemblée législative de l'Ontario depuis 2018. 

## Géographie
La circonscription est située au centre de Toronto sur les rives du lac Ontario. 
Les circonscriptions limitrophes sont Parkdale—High Park, University—Rosedale, Toronto—Danforth, Toronto-Centre et Davenport.   

## Historique
| Législature                                                                  | Années        | Député | Député       | Parti         |
| ---------------------------------------------------------------------------- | ------------- | ------ | ------------ | ------------- |
| Spadina—Fort York Circonscription issue de Trinity—Spadina et Toronto-Centre |               |        |              |               |
| 42e                                                                          | 2018-2022     |        | Chris Glover | Néo-démocrate |
| 43e                                                                          | 2022–2025     |        | Chris Glover | Néo-démocrate |
| 44e                                                                          | 2025–en cours |        | Chris Glover | Néo-démocrate |

## Circonscription fédérale
Depuis les élections provinciales ontariennes du 4 octobre 2007, l'ensemble des circonscriptions provinciales et des circonscriptions fédérales sont identiques.